# Энрике де Куритиба
Энрике де Куритиба (настоящее имя — Збигнев Хенрик Морозович; порт. Henrique de Curitiba, пол. Zbigniew Henrique Morozowicz, 29 августа 1934, Куритиба — 22 февраля 2008, там же) — бразильский композитор польского происхождения.

## Биография
Представитель третьего поколения польской артистической семьи, его предки приехали в Бразилию в 1873 г. Отец — танцор и хореограф, выступал в Ла Скала, мать — пианистка. С семи лет занимался фортепиано под руководством матери, закончил музыкально-художественную школу в родном городе, служил органистом в кафедральном соборе, выступал как пианист. В 1954—1957 изучал фортепиано и композицию в Сан-Паулу. После участия в Конкурсе пианистов имени Шопена в Варшаве в 1960 году на год остался учиться в Польше. Вернувшись в Сан-Паулу, преподавал органное искусство в Богословской семинарии Куритибы, а также теорию и композицию в школе, которую прежде закончил. В 1966 его хоральный Псалом XXIII был исполнен на втором Международном музыкальном фестивале в Паране. В 1981 под руководством Карела Хусы защитил магистерскую диссертацию в Корнеллском университете и Колледже Итака в Нью-Йорке.
Жил и преподавал в Гоянии.

## Творчество
Автор более 150 сочинений, многие из которых написаны для голоса и хора. Наиболее известные из них — Соната 87 для скрипки и фортепиано, Мисса бревис в бразильских ритмах, Поэма о горах для струнного оркестра, Американский триптих для смешанного хора. Представитель Новой консонантной музыки. Его фортепианные произведения (в том числе — Вариации на тему «Братец Жак») не раз исполняла Мирей Глез.